# マリア・ジョアン・ピレシュ
マリア・ジョアン・アレシャンドレ・バルボーサ・ピレシュ（Maria João Alexandre Barbosa Pires、ポルトガル語: [mɐˈɾiɐ ʒwɐ̃ũ̯ ˈpiɾɨʃ] ブラジルポルトガル語: [mɐˈʁiɐ ʒwɐ̃ũ̯ ˈpiʁɨs] 発音例、1944年7月23日 - ）は、ポルトガル出身の女性ピアニスト。現在はブラジルのバイーア州サルヴァドールに在住。

## 名前の表記
日本では長らくマリア・ジョアオ・ピリスもしくはマリア・ジョアン・ピリスという表記と発音が広く定着し、CDジャケットや雑誌媒体などで多々使用されてきた。しかし現在では、NHK教育テレビやNHK-FMを初めとしたクラシック音楽番組ではマリア・ジョアン・ピレシュとされており、近年発売のCD表記も後者に改められている。
しかし、依然としてマリア・ジョアン・ピリスと表記するものもあり、日本でも人気の高いピアニストであるにもかかわらず、名前表記が統一されていないのが現状である。

## 略歴

### 早年期
リスボンで生まれた。幼少期からピアノを始め、7歳でモーツァルトの協奏曲を公開演奏した。9歳で、ポルトガル政府から青少年音楽家に与えられる最高の栄誉を受け取った。1953年から1960年までリスボン大学で作曲・音楽理論・音楽史を師事。それから西ドイツに留学し、ミュンヘン音楽アカデミーでローズル・シュミット、ハノーファーでカール・エンゲルの各氏に学ぶ。1970年に、ブリュッセルで開かれたベートーヴェン生誕200周年記念コンクールで首位となる。この間に、個人的にヴィルヘルム・ケンプの薫陶を受ける。1970年代には、デンオンと契約してモーツァルトのピアノソナタ全集を録音した。

### 故障から復活、世界的ピアニストへ
手首の故障から一時期、演奏活動から遠ざかっていたが、1980年代に復活を果たし、1986年のロンドン・デビュー、1989年のニューヨーク・デビューを果たす。1987年には、クラウディオ・アバド指揮するグスタフ・マーラー・ユーゲント管弦楽団のヨーロッパ・デビュー・コンサートに客演し、共にハンブルク、パリ、アムステルダムを廻った。
室内楽演奏にもすぐれており、1989年よりフランス人ヴァイオリニストのオーギュスタン・デュメイと組んで演奏や録音を続け、1992年と1994年には、2人でヨーロッパ各地や日本での演奏旅行を行っている。1998年には、チェリストのジャン・ワンを加えたトリオとして、極東ツアーを行った。
1989年よりエラート・レコードからドイツ・グラモフォンの専属アーティストに移籍（デュメイも同時期にEMIから移籍）。モーツァルトのピアノソナタ集の録音により、1990年に国際ディスク・グランプリ大賞CD部門受賞。ほかに、モーツァルトとショパンのピアノ協奏曲やシューベルトの作品集、デュメイとの共演によるブラームス、モーツァルト、フランク、グリーグ、ドビュッシー、ラヴェルのヴァイオリンソナタがある。そのほかに、シューマンの『ウィーンの謝肉祭の道化』と、オーボエ奏者のダグラス・ボイドとの共演による『幻想小曲集 作品73』などの録音がある。
2008年8月～12月、NHK教育テレビの番組『スーパーピアノレッスン』の講師を務めた。
2024年6月には80歳の誕生日を祝うコンサートが開かれた。

## 人物
ソリストとして欧州や北米、日本、イスラエルに定期的に客演し、ベルリン・フィルハーモニー管弦楽団、ボストン交響楽団、アムステルダム・コンセルトヘボウ管弦楽団、ロンドン・フィルハーモニー管弦楽団、パリ管弦楽団などの主要なオーケストラと共演している。近年は、シュレースヴィヒ＝ホルシュタイン音楽祭やタングルウッド音楽祭、ラヴィニア音楽祭などにも出演し、1990年にクラウディオ・アバド指揮のウィーン・フィルハーモニー管弦楽団と共演してザルツブルク復活祭音楽祭にもデビューした。
世界各地でマスタークラスを主宰しており、フランス語と英語によって指導を行っている。ポルトガルの地方における芸術センター（Quinta de Belgais）の振興についても取り組んでいる。親日家。

## 1990年代の受賞歴
- ショパン『ピアノ協奏曲 第2番』（プレヴィン指揮）：1995年ワルシャワ・ショパン協会ディスク大賞
- ショパン『夜想曲集』：1996年レコード・アカデミー賞器楽曲部門
- バッハ『パルティータ第1番』：1996年アカデミー・シャルル・クロ・ディスク大賞
- ブラームス『ピアノ三重奏曲 第1番』（＋デュメイ、ジャン・ワン）：1997年グランプリ・デュ・ディスク